# Kabaret Bunga
Kabaret Bunga – krakowski kabaret założony w 2002 roku przez Michała Chludzińskiego i Marka Bazelę. Premierowe przedstawienie odbyło się 8 lutego 2003 w Nordic House w Krakowie.
Siedzibą kabaretu są piwnice kamienicy przy ul. św. Anny 5.
Patronat nad kabaretem sprawuje Konsul Królestwa Danii w Krakowie Janusz Kahl.